# Шерубайнура
Шерубайнура (на казахски: Шерубайнұра; на руски: Шерубайнура) е река в Казахстан (Карагандинска област), ляв приток на Нура. Дължина 281 km. Площ на водосборния басейн 15 400 km².
Река Шерубайнура води началото си от масива Жаманкаражал в Каркаралинските планини, заемащи южната част на Казахската хълмиста земя, на 1013 m н.в. Тече предимно през хълмисти райони в централната част на Казахската хълмиста земя в широка и плитка долина. Влива се отляво в река Нура, на 454 m н.в., на 4 km североизточно от село Волковское.
Основни притоци: леви – Кежек, Шийозек, Койкол, Карамъс, Байкара, Сулу, Тентек; десни – Борлъозек, Жартас, Бесбалик, Талдъ, Бабан, Топар, Сокър. Има предимно снежно подхранване. Среден годишен отток 5,04 m³/sec. В долното ѝ течение са изградени Шерубайнуринското и под него Жартаското водохранилище, водите на които се използват за напояване, питейно и промишлено водоснабдяване на град Караганда и множеството селища в района. По течението ѝ са разположени град Шахтинск, сгт Южни, Топар и Шахан, районният център село Аксу-Аюлъ и още множество по-малки населени места.